# Ludvig Dornig
Ludvik Dornig, slovenski alpski smučar, * 27. avgust 1931, Tržič, † 1996.
Dornig je za Jugoslavijo nastopil na Zimskih olimpijskih igrah 1956 v Cortini d'Ampezzo, kjer je v slalomu osvojil 28., v smuku 29. in v veleslalomu 47. mesto.